# Kelsea Ballerini
Kelsea Nicole Ballerini, född 12 september 1993 i Mascot i Tennessee, är en amerikansk countrysångare och låtskrivare.
Ballerinis debutsingel Love Me Like You Mean It släpptes 2014 och nådde slutligen förstaplatsen på Country Airplay-listan.

## Diskografi

### Studioalbum
- 2015 – The First Time
- 2017 – Unapologetically
- 2020 – Kelsea
- 2022 – Subject to Change
- 2024 – Patterns